# The Seeds of Love
| 전문가 평가       | 전문가 평가 |
| 평가 점수         | 평가 점수   |
| 출처              | 점수        |
| ----------------- | ----------- |
| AllMusic          | [ 1 ]       |
| Chicago Tribune   | [ 4 ]       |
| Los Angeles Times | [ 5 ]       |
| Rolling Stone     | [ 6 ]       |
| The Daily Vault   | A           |

《The Seeds of Love》는 1989년 9월 25일에 발매된 영국의 팝 록 밴드 티어스 포 피어스의 세 번째 스튜디오 음반이다.
100만 파운드 이상의 제작비가 들었다고 알려진 이 음반은 재즈와 블루스에서 비틀즈크에 이르는 다양한 영향을 통합하면서 이 밴드의 서사시를 유지했는데, 이 음반은 히트곡인 〈Sowing the Seeds of Love〉에서 가장 잘 나타난다.
《The Seeds of Love》는 국제적인 성공을 거두었고, 1위로 영국 음반 차트에 진입했고 미국을 포함한 많은 다른 나라들에서 상위 10위 안에 진입했다. 영국, 미국, 프랑스, 독일, 캐나다, 네덜란드 등 여러 지역에서 플라티넘 인증을 받았다. 이 음반은 성공에도 불구하고 밴드 멤버 롤랜드 오자발과 커트 스미스가 10년 넘게 함께 작업한 마지막 음반이 될 것이다.

## 발매
이제 새롭게 재활성화된 포노그램 자회사 레이블 폰타나에 배정된 이 음반의 첫 번째 싱글 〈Sowing the Seeds of Love〉는 1989년 8월에 발매되었다. 영국 5위, 미국 2위, 캐나다 1위로 정점을 찍는 등 세계적인 히트를 쳤다. 이 음반은 1989년 9월에 발매되어 영국 음반 차트에 1위로 진입했으며 3주 안에 영국 축음기 협회로부터 플래티넘 인증을 받게 된다. 미국에서는 음반이 8위로 정점을 찍었고, 플래티넘 인증도 받았다. 이 음반은 세계 여러 나라에서도 10위 안에 들었다.
음반의 추가 싱글인 〈Woman in Chains〉(올레타 애덤스와 듀엣으로 녹음)와 〈Advice for the Young at Heart〉(리드 보컬에 커트 스미스가 등장하는 유일한 트랙)는 모두 영국 톱 40에 올랐다. 〈Famous Last Words〉는 1990년 중반 밴드의 개입 없이 음반 회사에 의해 4번째 싱글로 발매되었지만, 이 음반은 영국에서 최고치인 83위에 그쳤다.

## 곡 목록
| #  | 제목                                          | 작사·작곡           | 재생 시간 |
| -- | --------------------------------------------- | ------------------- | --------- |
| 1. | 〈Woman in Chains〉 (Feat. 올레타 애덤스)     | 롤랜드 오자발       | 6:30      |
| 2. | 〈Badman's Song〉                             | 오자발, 니키 홀랜드 | 8:32      |
| 3. | 〈Sowing the Seeds of Love〉                  | 오자발, 커트 스미스 | 6:19      |
| 4. | 〈Advice for the Young at Heart〉             | 오자발, 홀랜드      | 4:54      |
| 5. | 〈Standing on the Corner of the Third World〉 | 오자발              | 5:30      |
| 6. | 〈Swords and Knives〉                         | 오자발              | 6:20      |
| 7. | 〈Year of the Knife〉                         | 오자발, 홀랜드      | 6:55      |
| 8. | 〈Famous Last Words〉                         | 오자발, 홀랜드      | 6:31      |

## 인증
| 국가                                                  | 인증        | 판매량/출하량 |
| ----------------------------------------------------- | ----------- | ------------- |
| 오스트레일리아 (ARIA)                                 | 골드        | 35,000^       |
| 브라질 (Pro-Música Brasil)                            | 골드        | 100,000*      |
| 캐나다 (뮤직 캐나다)                                  | 2× 플래티넘 | 200,000^      |
| 프랑스 (SNEP)                                         | 플래티넘    | 300,000*      |
| 독일 (BVMI)                                           | 골드        | 250,000^      |
| 홍콩 (IFPI 홍콩)                                      | 골드        | 10,000*       |
| 네덜란드 (NVPI)                                       | 골드        | 50,000^       |
| 스페인 (PROMUSICAE)                                   | 골드        | 50,000^       |
| 스위스 (IFPI 스위스)                                  | 골드        | 25,000^       |
| 영국 (BPI)                                            | 플래티넘    | 300,000^      |
| 미국 (RIAA)                                           | 플래티넘    | 1,000,000^    |
| *판매량을 기반으로 한 인증 ^출하량을 기반으로 한 인증 |             |               |